# Ludwig Edinger
Pour les articles homonymes, voir Edinger.
Ludwig Edinger, né le  13 avril 1855 à Worms, mort le 26 janvier 1918 à Francfort, est un médecin anatomiste et neurologue de la fin du XIXe et du début du XXe siècle. Lié à l'université de Francfort, il fut en  1914 le premier professeur allemand de neurologie et le fondateur de la neuroanatomie comparée.

## Biographie
Edinger grandit à Worms où son père jouissait d'une situation avantageuse comme négociant en textiles, et était également membre démocrate du Congrès au parlement d'État de Hesse-Darmstadt. Il n'éprouvait pas de honte d'avoir commencé sa carrière dans la pauvreté et proposa, sans succès, la gratuité de l'enseignement pour tous les enfants en 1873. La mère de Ludwig Edinger était la fille d'un médecin de Karlsruhe. 
Il fit ses études de médecine de 1872 à 1877 à l'Université de Heidelberg et à celle de Strasbourg. Il commença à s'intéresser à la neurologie alors qu'il était médecin assistant à l'Université de Giessen (1877- 1882) et consacra son travail d'habilitation de privatdozent de 1881 à ses recherches dans ce domaine. Il alla ensuite exercer à Berlin, Leipzig et Paris avant d'ouvrir son propre cabinet de neurologie Francfort en 1883. 
C'est sur sa proposition en 1885, que le pathologiste juif Karl Weigert devient directeur du laboratoire d'Anatomie de l'institut de recherche Senckenberg de Francfort. Victime de préjugés antisémites, Weigert avait eu auparavant des difficultés à se faire nommer à d'autres postes. Weigert offrit à son ami Edinger des locaux de travail dans cet institut. En 1902, Edinger disposa d'un espace suffisant pour créer son propre service de neurologie. 
En 1909, un différend concernant le financement de  l'Institut neurologique, opposa Edinger et l'institut Senkenberg. Edinger transféra alors son activité à l'université de Francfort. Dans son contrat de nomination de professeur figurait une clause selon laquelle il était seul responsable du financement de son département. Ses difficultés s'atténuèrent en 1886, date de son mariage avec Anna Goldschmidt, issue d'une ancienne famille de banquiers juifs traditionnels de Francfort dont elle reçut un grand héritage en 1906. 
Le 26 janvier 1918, Edinger mourut subitement d'une crise cardiaque. Il avait demandé que son cerveau soit examiné dans son institut. L'Institut continua à se développer grâce à une  fondation voulue par Edinger. Il a laissé son nom au département neurologique de la Faculté de Médecine de l'Université de Francfort.

## Publications
Edinger a rédigé un ouvrage autobiographique relatant sa carrière :
- (de) Mein Lebensgang. Erinnerungen eines Frankfurter Arztes und Hirnforschers, Kramer, Oberursel 2005,  (ISBN 3-7829-0561-X)